# Lythraria
Lythraria is een geslacht van kevers uit de familie bladkevers (Chrysomelidae).
De wetenschappelijke naam van het geslacht werd in 1897 gepubliceerd door Ernest Marie Louis Bedel.

## Soorten
- Lythraria salicariae Paykull, 1800 – Gele kattenstaartaardvlo